# Заплати іншому (фільм)
«Заплати іншому» (англ. Pay It Forward) — американський фільм-драма 2000 року за однойменним романом Кетрін Раян Гайд.

## Сюжет
Веселий 11-річний хлопчик Тревор (Гейлі Джоел Осмент) живе у безталанній сім'ї. Його мати Арлін (Гелен Гант) алкоголічка, хоч і працює на двох роботах, щоб підтримати сина, а батько — Рікі Мак-Кінні (Джон Бон Джові) покинув сім'ю.
У школі Тревора вчитель суспільнознавства Юджин (Кевін Спейсі) зі шрамом на обличчі дає учням незвичайне завдання — придумати спосіб, щоб зробити світ кращим. Тревор придумав як це зробити — «Заплати іншому», тобто зроби щось добре і корисне для трьох людей, навіть якщо вони тебе про це не просили. Однак потім попроси кожного з них зробити також щось добре для трьох інших людей. Кожен з останніх також повинен допомогти трьом наступним. У результаті виникне рух «Заплати іншому» і світ стане кращим.
Тревор також сам реалізує свій задум. Його перша справа — дозволити бездомному Джеррі (Джеймс Кевізел)  жити у своєму гаражі. Водночас Джеррі ремонтує автомобіль матері Тревора Арлін. Також він не дає незнайомій жінці скоїти самогубство.
Тим часом Арлін висловлює обурення Юджину щодо проєкту Тревора, після того як, вона виявила Джеррі в їхньому будинку. Пізніше Тревор підманює Юджина та Арлін на романтичну вечерю. Однак на побаченні Тревор і Арлін сперечаються щодо її кохання до Рікі, колишнього чоловіка-алкоголіка. Арлін у пориві гніву дає ляпаса Тревору. Юджин і Арлін знову зустрічаються, коли Тревор тікає з дому, і Арлін просить Юджина допомогти їй знайти його. Разом вони знаходять хлопчика. Потім у них зав'язуються стосунки до моменту, коли Рікі повертається, стверджуючи, що кинув пити. Арлін кидає Юджина. Її прийняття колишнього чоловіка розлютило Юджина, оскільки його шрами – це результат того, що батько підпалив його дитиною в п’яній люті. Він дорікає Арлін за те, що вона схожа на його матір. Коли Рікі знову починає пити, Арлін розуміє свою помилку і виганяє колишнього.
Шкільне завдання Тревора знаменує собою початок історії, але перша сцена у фільмі показує одну з пізніх послуг у ланцюжку «Заплати іншому». У ній йдеться, що чоловік віддає автомобіль журналісту з Лос-Анджелеса Крісу Чендлеру. У ході фільму Кріс простежує цей ланцюжок і розуміє, що його початок за шкільним проєктом Тревора. Після побачення з Юджином Арлін пробачає власній матері Грейс (Енджі Дікінсон) її помилки. Своєю чергою, Грейс, яка є безхатьком, допомагає члену банди втекти від поліції. Потім член банди рятує життя дівчинки в лікарні, а батько дівчинки віддає Крісу свою нову машину.
Кріс нарешті визначає Тревора як ініціатора «плати вперед» і проводить з ним інтерв’ю. Юджин, почувши на інтерв'ю слова Тревора, розуміє, що він і Арлін повинні бути разом. У той час як Юджин і Арлін примиряються, Тревор помічає, що з його друга Адама знущаються. Він кидається на допомогу, а Юджин та Арлін поспішають його зупинити. Один із нападників вдаряє Тревора в живіт лезом. Пізніше Тревор помирає в лікарні. Про це, а також про поширення руху по країні, повідомляється в новинах. 
Фільм закінчується сценою масового паломництва послідовників руху «заплати іншому» до будинку Тревора.

## Ролі виконували
- Гейлі Джоел Осмент — Тревор
- Кевін Спейсі — Юджин Сімоне, вчитель Тревора
- Гелен Гант — Арлін Мак-Кінні, мати Тревора
- Джей Мор[en] — Кріс Чандлер, репортер
- Джеймс Кевізел — Джеррі, бездомний
- Енджі Дікінсон — Грейс, бабуся Тревора
- Джон Бон Джові — Рікі МакКінні, батько Тревора
- Девід Ремзі — Сідні Паркер

## Навколо фільму
У сцені фільму, коли мати Тревора (Гелен Гант) б'є свого сина Тревора (Гейлі Джоел Осмент) по обличчю, хлопець попросив насправді вдарити його, щоб це виглядало реалістичніше. Однак режисер фільму — Мімі Лідер не дозволила цього.

## Нагороди
- 2001 Нагороди інкорпорації Блокбастр розваг (7th Blockbuster Entertainment Awards[en]):
  - улюблений актор у категорії драма/мелодрама — Кевін Спейсі
  - улюблена акторка у категорії драма/мелодрама — Гелен Гант
  - улюблений актор другого плану у категорії драма/мелодрама — Гейлі Джоел Осмент